# Claudia Köhler (Politikerin)

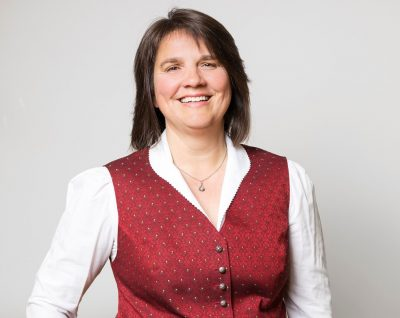
Claudia Köhler (2018)

Claudia Köhler (* 26. Oktober 1966 in München) ist eine deutsche Politikerin (Bündnis 90/Die Grünen). Sie ist seit November 2018 Abgeordnete des Bayerischen Landtages, seit 2020 Kreistagsmitglied im Landkreis München und seit 2014 Gemeinderatsmitglied in Unterhaching.

## Leben und Beruf
Nach dem Besuch einer Münchner Grundschule und des Gymnasiums in Unterhaching studierte Claudia Köhler Betriebswirtschaftslehre an der Fachhochschule München, die sie 1989 mit dem Diplom als Betriebswirtin (FH) abschloss. Ihre berufliche Laufbahn begann sie als Assistentin der Geschäftsleitung beim Schwarzer Ewald Verlag in Taufkirchen, wechselte 1990 als Anzeigenleiterin zum Huss-Verlag und übernahm 1991 die Leitung der Abteilung Marketing/Presse/Einkauf bei den Filmtheaterbetrieben Georg Reiss, einer großen Kinokette. Von 1995 bis 2018 hatte Köhler eine Agentur für Marketing, Presse, PR und Sonderveranstaltungen.
2015 begann Claudia Köhler in der Politik zu arbeiten: u. a. als Persönliche Mitarbeiterin einer Abgeordneten der Grünen im Bayerischen Landtag und als Pressereferentin für den Kreisverband Bündnis 90/Die Grünen München. Von 2013 bis 2018 übte sie eine nebenberufliche Tätigkeit bei der Evangelischen Kirchengemeinde Unterhaching und in der Verwaltung eines Unterhachinger Kindergartens aus.
Claudia Köhler ist verheiratet, hat drei erwachsene Söhne und lebt in ihrer Heimatgemeinde Unterhaching im Landkreis München.

## Grüne Abgeordnete im Bayerischen Landtag
Bei der Landtagswahl 2018 kandidierte Claudia Köhler für Bündnis 90/Die Grünen im Stimmkreis München-Land Nord auf Listenplatz 7 und konnte mit 29.168 Gesamtstimmen in den Landtag einziehen – das neuntbeste Gesamtstimmen-Ergebnis der Grünen im Wahlkreis Oberbayern. Bei der Landtagswahl 2023 zog sie erneut in den Landtag ein. Im Bayerischen Landtag ist sie Stellvertretende Vorsitzende des Ausschusses für Staatshaushalt und Finanzfragen (18. Wahlperiode) und Haushaltspolitische Sprecherin der Landtagsfraktion. Neben dem Wahlkreis Landkreis München ist Köhler zudem Betreuungsabgeordnete für die Landkreise Eichstätt und Rosenheim, Stellvertretende Beiratsvorsitzende im Justizvollzug Bernau sowie Stellvertretende Vorsitzende des Maßregelvollzugsbeirats kbo Inn-Salzach-Klinikum Wasserburg.

## Grüne Kommunalpolitikerin
Claudia Köhler ist seit 2011 Mitglied bei Bündnis 90/Die Grünen. Sie engagiert sich seit der Kommunalwahl 2014 im Gemeinderat von Unterhaching und war bis 2020 Vorsitzende der Grünen-Fraktion. Seit 2014 ist Claudia Köhler Sprecherin des Ortsverbandes Bündnis 90/Die Grünen, derzeit zusammen mit Stefan König. Unter ihrem Vorsitz entwickelte sich der Ortsverband zum mitgliedsstärksten Ortsverband in München Land (Stand März 2020). Seit Oktober 2020 ist die Landtagsabgeordnete zudem Kreisrätin für den Landkreis München. Im Gemeinderat Unterhaching ist Köhler stellvertretende Fraktionsvorsitzende, Mitglied des Kultur- und Sozialausschusses, des Haupt- und Finanzausschusses und Beauftragte für Senioren, Soziales, Integration und Inklusion.

## Ehrenamtliches Engagement
- Kreisrätin
- Gemeinderätin, Stellvertretende Fraktionsvorsitzende Bündnis 90/Die Grünen Unterhaching
- Verbandsrätin im Zweckverband Gymnasium Lise-Meitner-Gymnasium Unterhaching
- Sprecherin des Ortsverbands Bündnis 90/Die Grünen Unterhaching[13]
- Vorstandsmitglied der Alzheimer Gesellschaft Landkreis München[14]
- Patin bei der Münchner Kindertafel - Glockenbach[15]
- Asylhelferkreis Unterhaching (Vermittlung von über 130 Arbeitsplätzen)[16][17]
- Mitglied im Spielmannszug der Freiwilligen Feuerwehr Unterhaching seit über 40 Jahren und im PR-Team der Freiwilligen Feuerwehr Unterhaching[18]
- Kirchenpflegerin in der Kirchengemeinde Heilandskirche in Unterhaching seit über 30 Jahren, zuständig für den Finanzhaushalt
- Mitglied der Gesellschafterversammlung der GWU, Gemeinnützige Wohnungsbaugesellschaft Unterhaching mbH[19]
- Im Januar 2020 wurde die Landtagsabgeordnete in die Synode der Evangelisch-Lutherischen Kirche berufen[20][21]